# Saint-Martin-Laguépie
Saint-Martin-Laguépie est une commune française située dans le département du Tarn, en région Occitanie. Sur le plan historique et culturel, la commune est dans le Ségala, un territoire s'étendant sur les départements du Tarn et de l'Aveyron, constitué de longs plateaux schisteux, morcelés d'étroites vallées.
Exposée à un climat océanique altéré, elle est drainée par l'Aveyron, le Viaur, le ruisseau d'Aymer, le ruisseau de Candour et par divers autres petits cours d'eau. La commune possède un patrimoine naturel remarquable : un site Natura 2000 (Les « vallées du Tarn, de l'Aveyron, du Viaur, de l'Agout et du Gijou »), un espace protégé (le « cours de la Garonne, de l'Aveyron, du Viaur et du Tarn ») et cinq zones naturelles d'intérêt écologique, faunistique et floristique.
Saint-Martin-Laguépie est une commune rurale qui compte 396 habitants en 2022, après avoir connu un pic de population de 1 177 habitants en 1866. .

## Géographie

### Localisation
Commune située au nord-ouest de Carmaux. Elle est limitrophe des départements de l'Aveyron et de Tarn-et-Garonne.

### Communes limitrophes
Saint-Martin-Laguépie est limitrophe de dix autres communes dont deux dans le département de Tarn-et-Garonne,une dans le département de l'Aveyron et une enclave.
Les communes limitrophes sont  Bournazel, Lacapelle-Ségalar, Laguépie, Laparrouquial, Le Riols, Milhars, Mouzieys-Panens, Saint-André-de-Najac, Saint-Christophe et Varen.
| Le Riols                                     | Laguépie (Tarn-et-Garonne) | Saint-André-de-Najac (Aveyron)  |
| Varen (Tarn-et-Garonne)                      | Saint-Martin-Laguépie      | Saint-Christophe, Laparrouquial |
| Le Riols (enclave), Milhars, Mouzieys-Panens | Bournazel                  | Lacapelle-Ségalar               |

### Géologie
La superficie de la commune est de 3 151 hectares ; son altitude varie de 133  à   344 mètres.

### Voies de communication et transports
Accès avec l'ancienne route nationale 122 et les bus Tarn'bus.

### Hydrographie
La commune est dans le bassin de la Garonne, au sein du bassin hydrographique Adour-Garonne. Elle est drainée par l'Aveyron, le Viaur, le ruisseau d'Aymer, le ruisseau de Candour, le ruisseau de Bonnaval, le ruisseau de la Peyssounié, le ruisseau de Mazières, le ruisseau de Ourie, le ruisseau de Panens, le ruisseau de Paulhac et par divers petits cours d'eau, qui constituent un réseau hydrographique de 21 km de longueur totale,.
L'Aveyron, d'une longueur totale de 290,6 km, prend sa source dans la commune de Sévérac d'Aveyron et s'écoule d'est en ouest. Il traverse la commune et se jette dans le Tarn à Barry-d'Islemade, après avoir traversé 60 communes.

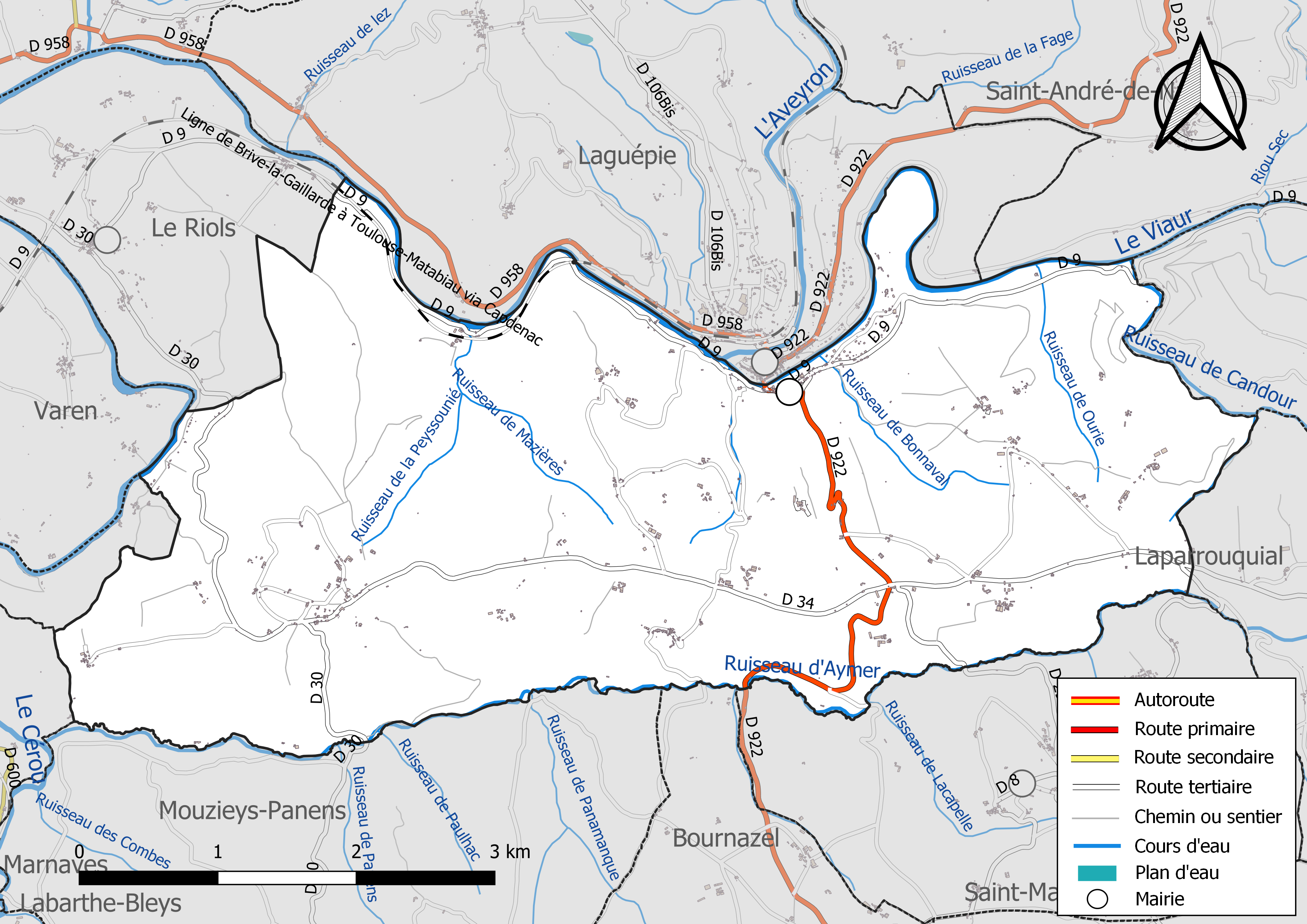
Réseaux hydrographique et routier de Saint-Martin-Laguépie.

Le Viaur, d'une longueur totale de 168 km, prend sa source dans la commune de Vézins-de-Lévézou et s'écoule d'est en ouest. Il traverse la commune et se jette dans l'Aveyron à Laguépie, après avoir traversé 30 communes.
Le ruisseau d'Aymer, d'une longueur totale de 12,2 km, prend sa source dans la commune de Laparrouquial et s'écoule d'est en ouest. Il traverse la commune et se jette dans le Cérou à Milhars, après avoir traversé 6 communes.
Le ruisseau de Candour, d'une longueur totale de 19,1 km, prend sa source dans la commune de Mirandol-Bourgnounac et s'écoule d'est en ouest. Il traverse la commune et se jette dans le Viaur à Saint-Christophe (Tarn).

### Climat
Pour des articles plus généraux, voir Climat de l'Occitanie et Climat du Tarn.
En 2010, le climat de la commune est de type climat océanique altéré, selon une étude du Centre national de la recherche scientifique s'appuyant sur une série de données couvrant la période 1971-2000. En 2020, Météo-France publie une typologie des climats de la France métropolitaine dans laquelle la commune est toujours exposée à un climat océanique altéré et est dans la région climatique Aquitaine, Gascogne, caractérisée par une pluviométrie abondante au printemps, modérée en automne, un faible ensoleillement au printemps, un été chaud (19,5 °C), des vents faibles, des brouillards fréquents en automne et en hiver et des orages fréquents en été (15 à 20 jours).
Pour la période 1971-2000, la température annuelle moyenne est de 12,8 °C, avec une amplitude thermique annuelle de 16 °C. Le cumul annuel moyen de précipitations est de 886 mm, avec 10,8 jours de précipitations en janvier et 6,3 jours en juillet. Pour la période 1991-2020, la température moyenne annuelle observée sur la station météorologique de Météo-France la plus proche, « Monteils », sur la commune de Monteils à 15 km à vol d'oiseau, est de 12,8 °C et le cumul annuel moyen de précipitations est de 898,8 mm. 
La température maximale relevée sur cette station est de 41,8 °C, atteinte le 23 août 2023 ; la température minimale est de −15,7 °C, atteinte le 6 février 2012,,.
Les paramètres climatiques de la commune ont été estimés pour le milieu du siècle (2041-2070) selon différents scénarios d'émission de gaz à effet de serre à partir des nouvelles projections climatiques de référence DRIAS-2020. Ils sont consultables sur un site dédié publié par Météo-France en novembre 2022.

### Milieux naturels et biodiversité

#### Espaces protégés
La protection réglementaire est le mode d’intervention le plus fort pour préserver des espaces naturels remarquables et leur biodiversité associée,.
Un  espace protégé est présent sur la commune : 
le « cours de la Garonne, de l'Aveyron, du Viaur et du Tarn », objet d'un arrêté de protection de biotope, d'une superficie de 1 262,3 ha.

#### Réseau Natura 2000

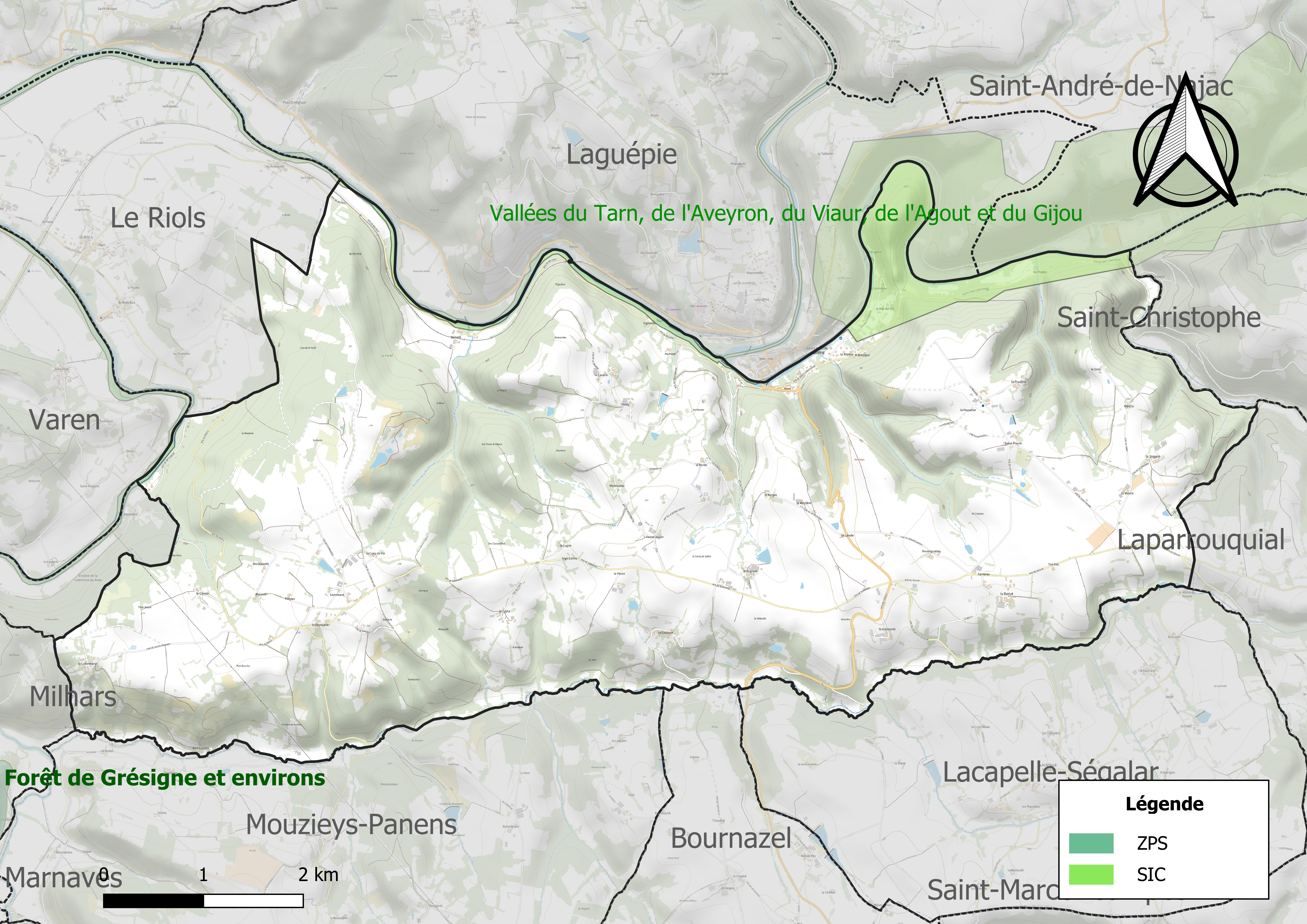
Site Natura 2000 sur le territoire communal.

Le réseau Natura 2000 est un réseau écologique européen de sites naturels d'intérêt écologique élaboré à partir des directives habitats et oiseaux, constitué de zones spéciales de conservation (ZSC) et de zones de protection spéciale (ZPS).
Un site Natura 2000 a été défini sur la commune au titre de la directive habitats : Les « vallées du Tarn, de l'Aveyron, du Viaur, de l'Agout et du Gijou », d'une superficie de 17 144 ha, s'étendant sur 136 communes dont 41 dans l'Aveyron, 8 en Haute-Garonne, 50 dans le Tarn et 37 dans le Tarn-et-Garonne. Elles présentent une très grande diversité d'habitats et d'espèces dans ce vaste réseau de cours d'eau et de gorges. La présence de la Loutre d'Europe et de la moule perlière d'eau douce est également d'un intérêt majeur.

#### Zones naturelles d'intérêt écologique, faunistique et floristique
L’inventaire des zones naturelles d'intérêt écologique, faunistique et floristique (ZNIEFF) a pour objectif de réaliser une couverture des zones les plus intéressantes sur le plan écologique, essentiellement dans la perspective d’améliorer la connaissance du patrimoine naturel national et de fournir aux différents décideurs un outil d’aide à la prise en compte de l’environnement dans l’aménagement du territoire.
Trois ZNIEFF de type 1 sont recensées sur la commune :
- la « basse vallée du Viaur » (3 509 ha), couvrant 11 communes dont cinq dans l'Aveyron, cinq dans le Tarn et une dans le Tarn-et-Garonne[22] ;
- la « forêt des Fours à chaux » (292 ha), couvrant 2 communes du département[23] ;
- la « rivière Aveyron » (3 500 ha), couvrant 63 communes dont 38 dans l'Aveyron, cinq dans le Tarn et 20 dans le Tarn-et-Garonne[24] ;

et deux ZNIEFF de type 2, : 
- la « vallée de l' Aveyron » (14 644 ha), couvrant 68 communes dont 41 dans l'Aveyron, cinq dans le Tarn et 22 dans le Tarn-et-Garonne[25] ;
- la « vallée du Viaur et ses affluents » (27 587 ha), couvrant 56 communes dont 45 dans l'Aveyron, dix dans le Tarn et une dans le Tarn-et-Garonne[26].

Carte des ZNIEFF de type 1 et 2 à Saint-Martin-Laguépie.
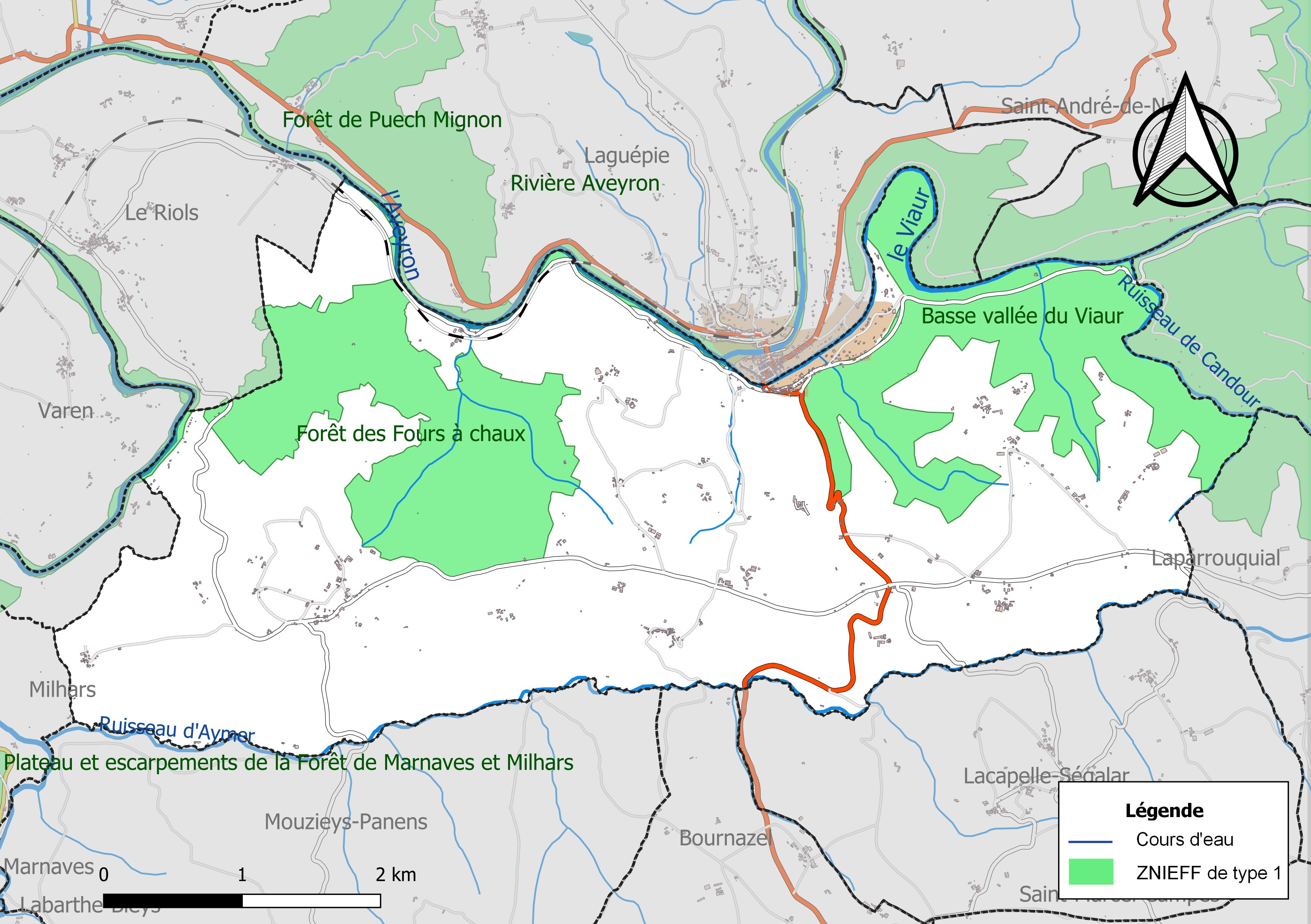
Carte des ZNIEFF de type 1 sur la commune.
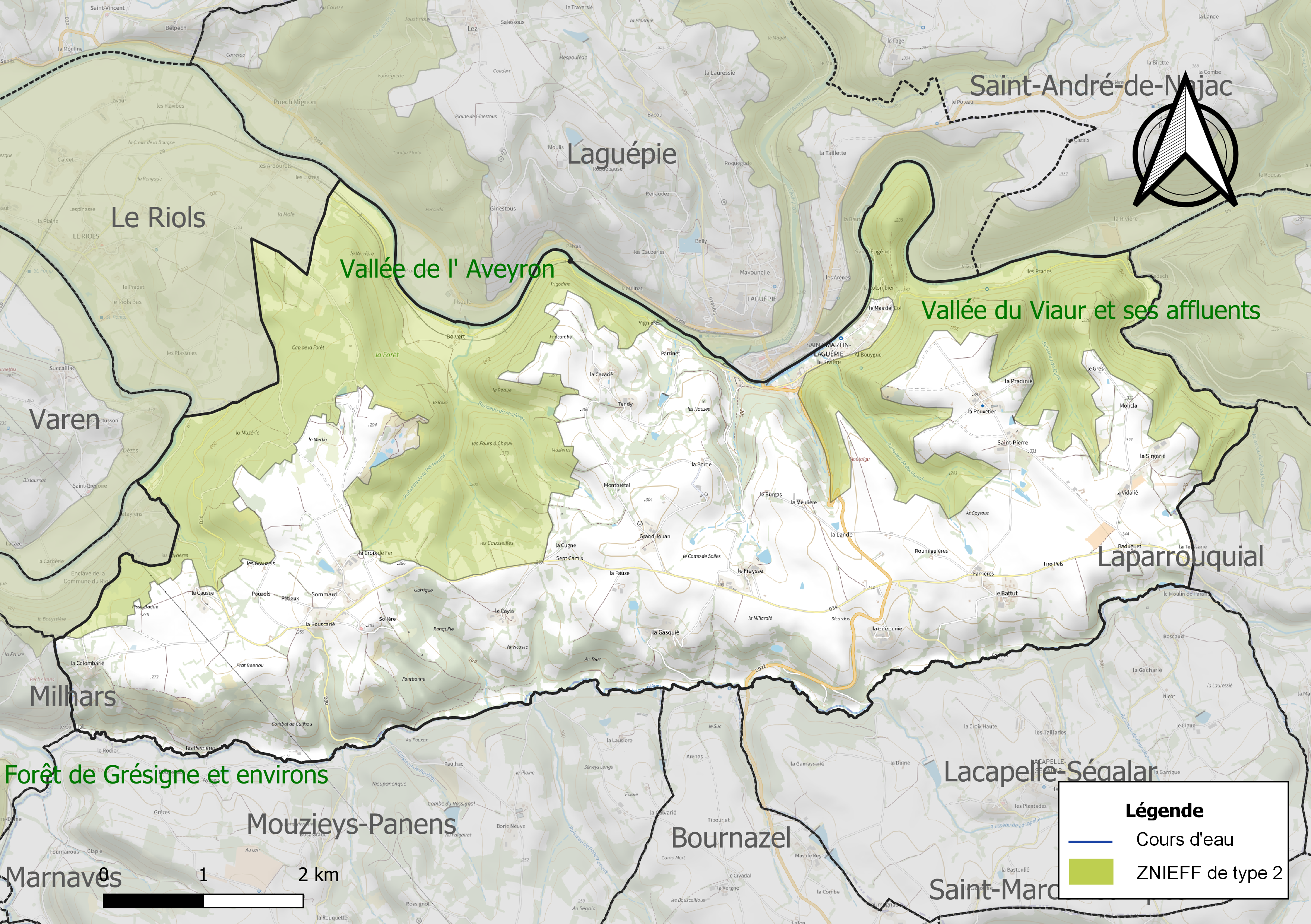
Carte des ZNIEFF de type 2 sur la commune.

## Urbanisme

### Typologie
Au 1er janvier 2024, Saint-Martin-Laguépie est catégorisée commune rurale à habitat très dispersé, selon la nouvelle grille communale de densité à sept niveaux définie par l'Insee en 2022.
Elle est située hors unité urbaine et hors attraction des villes,.

### Occupation des sols
L'occupation des sols de la commune, telle qu'elle ressort de la base de données européenne d’occupation biophysique des sols Corine Land Cover (CLC), est marquée par l'importance des territoires agricoles (59,2 % en 2018), en augmentation par rapport à 1990 (57,6 %). La répartition détaillée en 2018 est la suivante : 
forêts (39 %), prairies (30,8 %), zones agricoles hétérogènes (16,4 %), terres arables (12 %), milieux à végétation arbustive et/ou herbacée (1 %), zones urbanisées (0,9 %). L'évolution de l’occupation des sols de la commune et de ses infrastructures peut être observée sur les différentes représentations cartographiques du territoire : la carte de Cassini (XVIIIe siècle), la carte d'état-major (1820-1866) et les cartes ou photos aériennes de l'IGN pour la période actuelle (1950 à aujourd'hui).

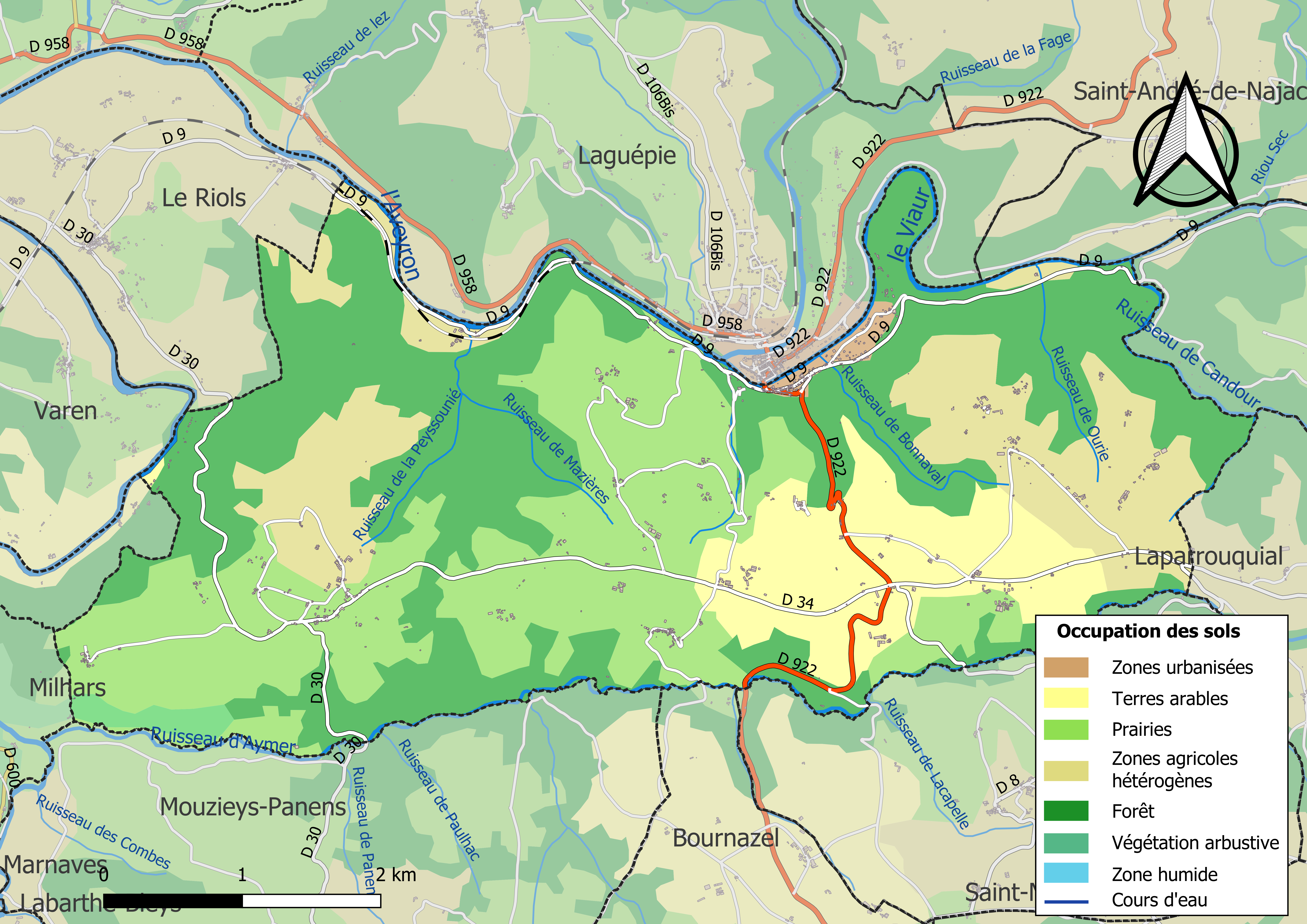
Carte des infrastructures et de l'occupation des sols de la commune en 2018 (CLC).

### Risques majeurs
Le territoire de la commune de Saint-Martin-Laguépie est vulnérable à différents aléas naturels : météorologiques (tempête, orage, neige, grand froid, canicule ou sécheresse), inondations, feux de forêts, mouvements de terrains et séisme (sismicité très faible). Il est également exposé à deux risques technologiques, le transport de matières dangereuses et la rupture d'un barrage, et à un risque particulier : le risque de radon. Un site publié par le BRGM permet d'évaluer simplement et rapidement les risques d'un bien localisé soit par son adresse soit par le numéro de sa parcelle.

#### Risques naturels
Certaines parties du territoire communal sont susceptibles d’être affectées par le risque d’inondation par débordement de cours d'eau, notamment l'Aveyron, le Viaur, le ruisseau de Candour et le ruisseau d'Aymer. La cartographie des zones inondables en ex-Midi-Pyrénées réalisée dans le cadre du XIe Contrat de plan État-région, visant à informer les citoyens et les décideurs sur le risque d’inondation, est accessible sur le site de la DREAL Occitanie. La commune a été reconnue en état de catastrophe naturelle au titre des dommages causés par les inondations et coulées de boue survenues en 1982, 1994, 2003 et 2005,.
Saint-Martin-Laguépie est exposée au risque de feu de forêt. En 2022, il n'existe pas de Plan de Prévention des Risques incendie de forêt (PPRif). Le débroussaillement aux abords des maisons constitue l’une des meilleures protections pour les particuliers contre le feu,.

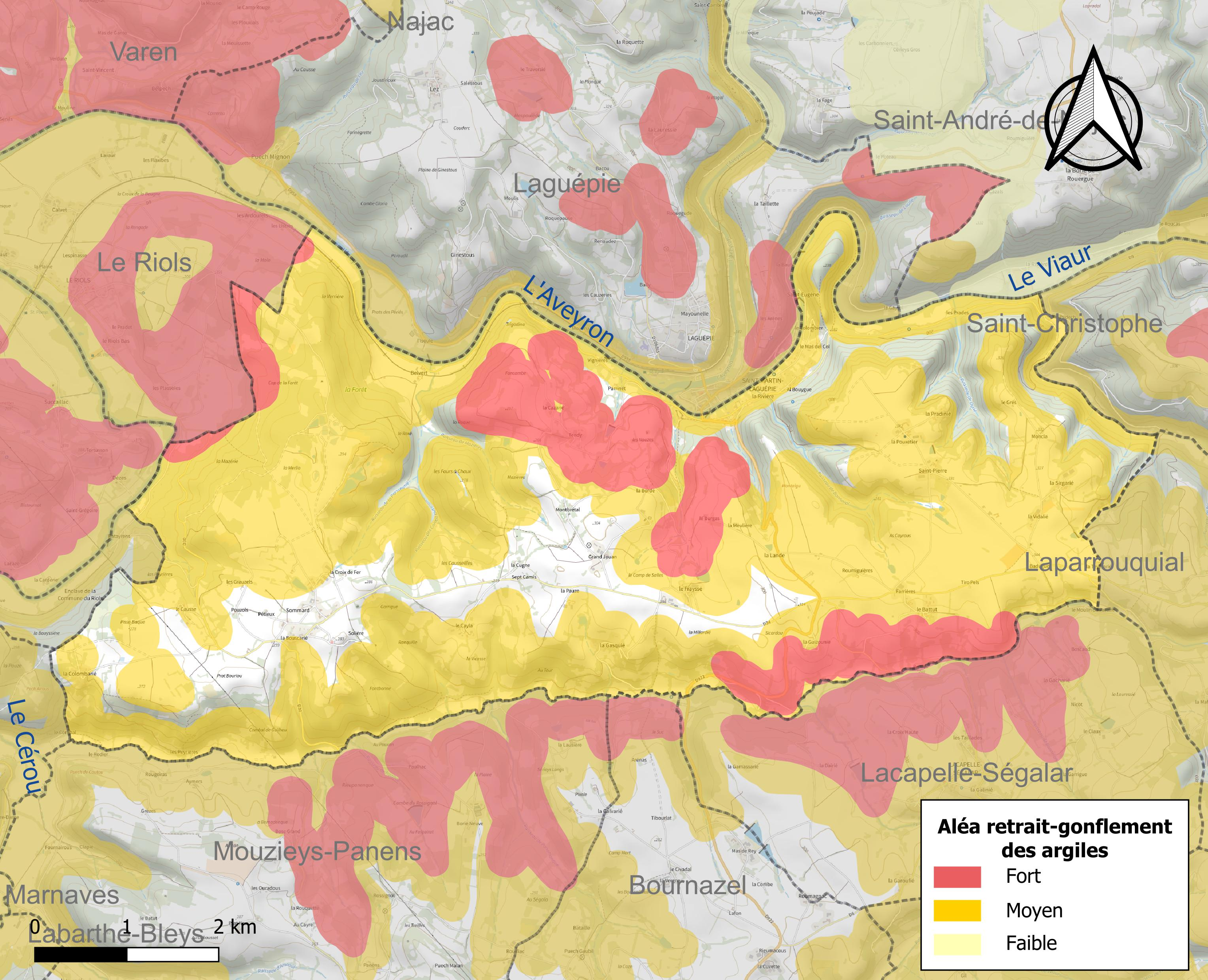
Carte des zones d'aléa retrait-gonflement des sols argileux de Saint-Martin-Laguépie.

La commune est vulnérable au risque de mouvements de terrains constitué principalement du retrait-gonflement des sols argileux. Cet aléa est susceptible d'engendrer des dommages importants aux bâtiments en cas d’alternance de périodes de sécheresse et de pluie. 81,9 % de la superficie communale est en aléa moyen ou fort (76,3 % au niveau départemental et 48,5 % au niveau national). Sur les 281 bâtiments dénombrés sur la commune en 2019, 224 sont en aléa moyen ou fort, soit 80 %, à comparer aux 90 % au niveau départemental et 54 % au niveau national. Une cartographie de l'exposition du territoire national au retrait gonflement des sols argileux est disponible sur le site du BRGM,.
Par ailleurs, afin de mieux appréhender le risque d’affaissement de terrain, l'inventaire national des cavités souterraines permet de localiser celles situées sur la commune.
Concernant les mouvements de terrains, la commune a été reconnue en état de catastrophe naturelle au titre des dommages causés par la sécheresse en 2003 et par des mouvements de terrain en 2013.

#### Risques technologiques
Le risque de transport de matières dangereuses sur la commune est lié à sa traversée par des infrastructures routières ou ferroviaires importantes ou la présence d'une canalisation de transport d'hydrocarbures. Un accident se produisant sur de telles infrastructures est susceptible d’avoir des effets graves sur les biens, les personnes ou l'environnement, selon la nature du matériau transporté. Des dispositions d’urbanisme peuvent être préconisées en conséquence.
La commune est en outre située en aval d'un barrage de classe A. À ce titre elle est susceptible d’être touchée par l’onde de submersion consécutive à la rupture de cet ouvrage.

#### Risque particulier
Dans plusieurs parties du territoire national, le radon, accumulé dans certains logements ou autres locaux, peut constituer une source significative d’exposition de la population aux rayonnements ionisants. Certaines communes du département sont concernées par le risque radon à un niveau plus ou moins élevé. Selon la classification de 2018, la commune de Saint-Martin-Laguépie est classée en zone 3, à savoir zone à potentiel radon significatif.

## Politique et administration

### Administration municipale
Le nombre d'habitants au recensement de 2011 étant compris entre 100 et 499, le nombre de membres du conseil municipal pour l'élection de 2014 est de onze,.

### Rattachements administratifs et électoraux
Commune faisant partie de la communauté de communes du Cordais et du Causse et du canton de Carmaux-2 Vallée du Cérou (avant le redécoupage départemental de 2014, Saint-Martin-Laguépie faisait partie de l'ex-canton de Cordes-sur-Ciel).

### Liste des maires
| Période                                  | Période  | Identité              | Étiquette | Qualité |
| ---------------------------------------- | -------- | --------------------- | --------- | ------- |
| mars 2001                                | 2017     | Armand Ceccarelli     |           |         |
| 2017                                     | En cours | Jean-Christophe Cayre |           |         |
| Les données manquantes sont à compléter. |          |                       |           |         |

## Population et société

### Démographie
L'évolution du nombre d'habitants est connue à travers les recensements de la population effectués dans la commune depuis 1793. Pour les communes de moins de 10 000 habitants, une enquête de recensement portant sur toute la population est réalisée tous les cinq ans, les populations de référence des années intermédiaires étant quant à elles estimées par interpolation ou extrapolation. Pour la commune, le premier recensement exhaustif entrant dans le cadre du nouveau dispositif a été réalisé en 2008.

En 2022, la commune comptait 396 habitants, en évolution de −1 % par rapport à 2016 (Tarn : +2,52 %, France hors Mayotte : +2,11 %).
| 1793 | 1800 | 1806 | 1821 | 1831 | 1836 | 1841 | 1846  | 1851  |
| ---- | ---- | ---- | ---- | ---- | ---- | ---- | ----- | ----- |
| 844  | 835  | 840  | 928  | 979  | 987  | 999  | 1 034 | 1 101 |

| 1856  | 1861  | 1866  | 1872  | 1876  | 1881  | 1886  | 1891 | 1896 |
| ----- | ----- | ----- | ----- | ----- | ----- | ----- | ---- | ---- |
| 1 143 | 1 166 | 1 177 | 1 172 | 1 156 | 1 168 | 1 081 | 991  | 910  |

| 1901 | 1906 | 1911 | 1921 | 1926 | 1931 | 1936 | 1946 | 1954 |
| ---- | ---- | ---- | ---- | ---- | ---- | ---- | ---- | ---- |
| 882  | 823  | 771  | 648  | 637  | 668  | 646  | 567  | 531  |

| 1962 | 1968 | 1975 | 1982 | 1990 | 1999 | 2006 | 2008 | 2013 |
| ---- | ---- | ---- | ---- | ---- | ---- | ---- | ---- | ---- |
| 505  | 542  | 530  | 457  | 412  | 401  | 432  | 441  | 405  |

| 2018 | 2022 | - | - | - | - | - | - | - |
| ---- | ---- | - | - | - | - | - | - | - |
| 390  | 396  | - | - | - | - | - | - | - |

| selon la population municipale des années : | 1968 | 1975 | 1982 | 1990 | 1999 | 2006 | 2009 | 2013 |
| Rang de la commune dans le département      | 103  | 101  | 120  | 124  | 127  | 137  | 139  | 156  |
| Nombre de communes du département           | 326  | 324  | 324  | 324  | 324  | 323  | 323  | 323  |

### Enseignement
Saint-Martin-Laguépie fait partie de l'Académie de Toulouse.

### Sports
Chasse, pétanque,

## Économie

### Revenus
En 2018, la commune compte 170 ménages fiscaux, regroupant 346 personnes. La médiane du revenu disponible par unité de consommation est de 17 670 € (20 400 € dans le département).

### Emploi
|                | 2008  | 2013  | 2018  |
| -------------- | ----- | ----- | ----- |
| Commune        | 6,1 % | 9,7 % | 8,5 % |
| Département    | 8,2 % | 9,9 % | 10 %  |
| France entière | 8,3 % | 10 %  | 10 %  |

En 2018, la population âgée de 15 à 64 ans s'élève à 223 personnes, parmi lesquelles on compte 63,2 % d'actifs (54,7 % ayant un emploi et 8,5 % de chômeurs) et 36,8 % d'inactifs,. Depuis 2008, le taux de chômage communal (au sens du recensement) des 15-64 ans est inférieur à celui de la France et du département.
La commune est hors attraction des villes,. Elle compte 84 emplois en 2018, contre 124 en 2013 et 89 en 2008. Le nombre d'actifs ayant un emploi résidant dans la commune est de 127, soit un indicateur de concentration d'emploi de 66,1 % et un taux d'activité parmi les 15 ans ou plus de 42,8 %.
Sur ces 127 actifs de 15 ans ou plus ayant un emploi, 50 travaillent dans la commune, soit 39 % des habitants. Pour se rendre au travail, 76,4 % des habitants utilisent un véhicule personnel ou de fonction à quatre roues, 1,6 % les transports en commun, 4,7 % s'y rendent en deux-roues, à vélo ou à pied et 17,3 % n'ont pas besoin de transport (travail au domicile).

### Activités hors agriculture
40 établissements sont implantés  à Saint-Martin-Laguépie au 31 décembre 2019. Le tableau ci-dessous en détaille le nombre par secteur d'activité et compare les ratios avec ceux du département,.
| Secteur d'activité                                                                                        | Commune | Commune | Département |
| Secteur d'activité                                                                                        | Nombre  | %       | %           |
| --- | ------- | ------- | ----------- |
| Ensemble                                                                                                  | 40      |         |             |
| Industrie manufacturière, industries extractives et autres                                                | 10      | 25 %    | (13 %)      |
| Construction                                                                                              | 6       | 15 %    | (12,5 %)    |
| Commerce de gros et de détail, transports, hébergement et restauration                                    | 3       | 7,5 %   | (26,7 %)    |
| Activités immobilières                                                                                    | 1       | 2,5 %   | (4,2 %)     |
| Activités spécialisées, scientifiques et techniques et activités de services administratifs et de soutien | 9       | 22,5 %  | (13,8 %)    |
| Administration publique, enseignement, santé humaine et action sociale                                    | 9       | 22,5 %  | (15,5 %)    |
| Autres activités de services                                                                              | 2       | 5 %     | (9 %)       |

Le secteur de l'industrie manufacturière, des industries extractives et autres est prépondérant sur la commune puisqu'il représente 25 % du nombre total d'établissements de la commune (10 sur les 40 entreprises implantées  à Saint-Martin-Laguépie), contre 13 % au niveau départemental.

### Agriculture
La commune est dans le Segala, une petite région agricole située dans le nord-est du département du Tarn. C’est la relative pauvreté du sol de cette région où ne poussait jadis que le seigle qui a donné son nom à cette aire géographique. Situé en moyenne altitude, le Ségala s’étend sur des territoires vallonnés et riches en schiste. En 2020, l'orientation technico-économique de l'agriculture  sur la commune est l'élevage bovin, orientation mixte lait et viande.
|               | 1988  | 2000  | 2010  | 2020  |
| ------------- | ----- | ----- | ----- | ----- |
| Exploitations | 53    | 32    | 29    | 22    |
| SAU (ha)      | 1 393 | 1 185 | 1 230 | 1 299 |

Le nombre d'exploitations agricoles en activité et ayant leur siège dans la commune est passé de 53 lors du recensement agricole de 1988  à 32 en 2000 puis à 29 en 2010 et enfin à 22 en 2020, soit une baisse de 58 % en 32 ans. Le même mouvement est observé à l'échelle du département qui a perdu pendant cette période 58 % de ses exploitations,. La surface agricole utilisée sur la commune a également diminué, passant de 1 393 ha en 1988 à 1 299 ha en 2020. Parallèlement la surface agricole utilisée moyenne par exploitation a augmenté, passant de 26 à 59 ha.

## Culture locale et patrimoine

### Lieux et monuments
- Église Saint-Jean-Baptiste de Sommard, ancienne paroisse rattachée à Saint-Martin-Laguépie.
- Église Saint-Martin de Saint-Martin-Laguépie.
- Église Saint-Pierre de Saint-Pierre.

#### Le château de Saint Martin Laguépie[54]

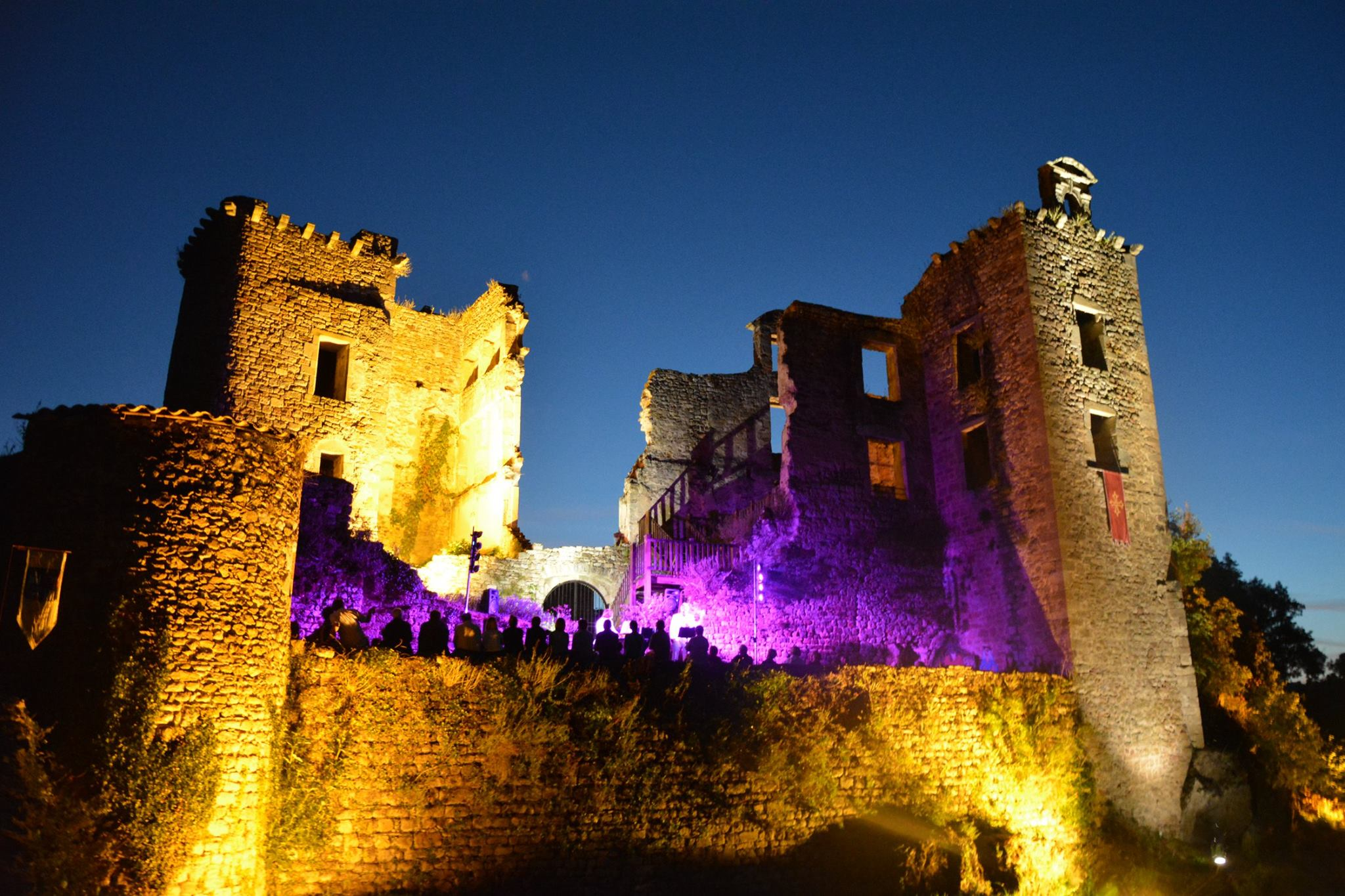
Vue de nuit du château de Saint-Martin-Laguépie

Sa construction remonte sûrement avant l’an mil, comme beaucoup de châteaux forts dans la région. C'est en 1175 que l’on trouve la première trace écrite du seigneur de La Guèpie, Raymond Bernard.
En 1212, Simon de Montfort chargé d’éradiquer l’hérésie cathare attaque le château de La Guèpie, qui est incendié et rasé, ainsi que le village. Sa position stratégique lui permet d'être réédifié.
Le comte de Toulouse Raymond VII devient seigneur de La Guèpie. Par héritage, le château revient à sa fille, épouse d'Alphonse de Poitiers (frère de Louis IX), qui l’échange contre le château de Penne. Bernard de Penne devient seigneur de La Guèpie et débute alors la branche des Penne-Gourdon pour trois siècles environ.
La guerre de Cent Ans enflamme le Sud-Ouest, le Viaur devient une frontière entre le royaume de France et d’Angleterre. Le traité de Brétigny le remet aux Anglais pour une trentaine d’années.
Le château héberge alors des bandes de routiers dont Jean de Creiselh, un routiers anglais qui rançonne et pille, durant l'hiver 1363, Milhars, Lexos, Arnac...
Présent en Rouergue jusqu'en 1369, les Anglais reviennent à Laguépie en 1380 pour en être chassés définitivement en 1388.

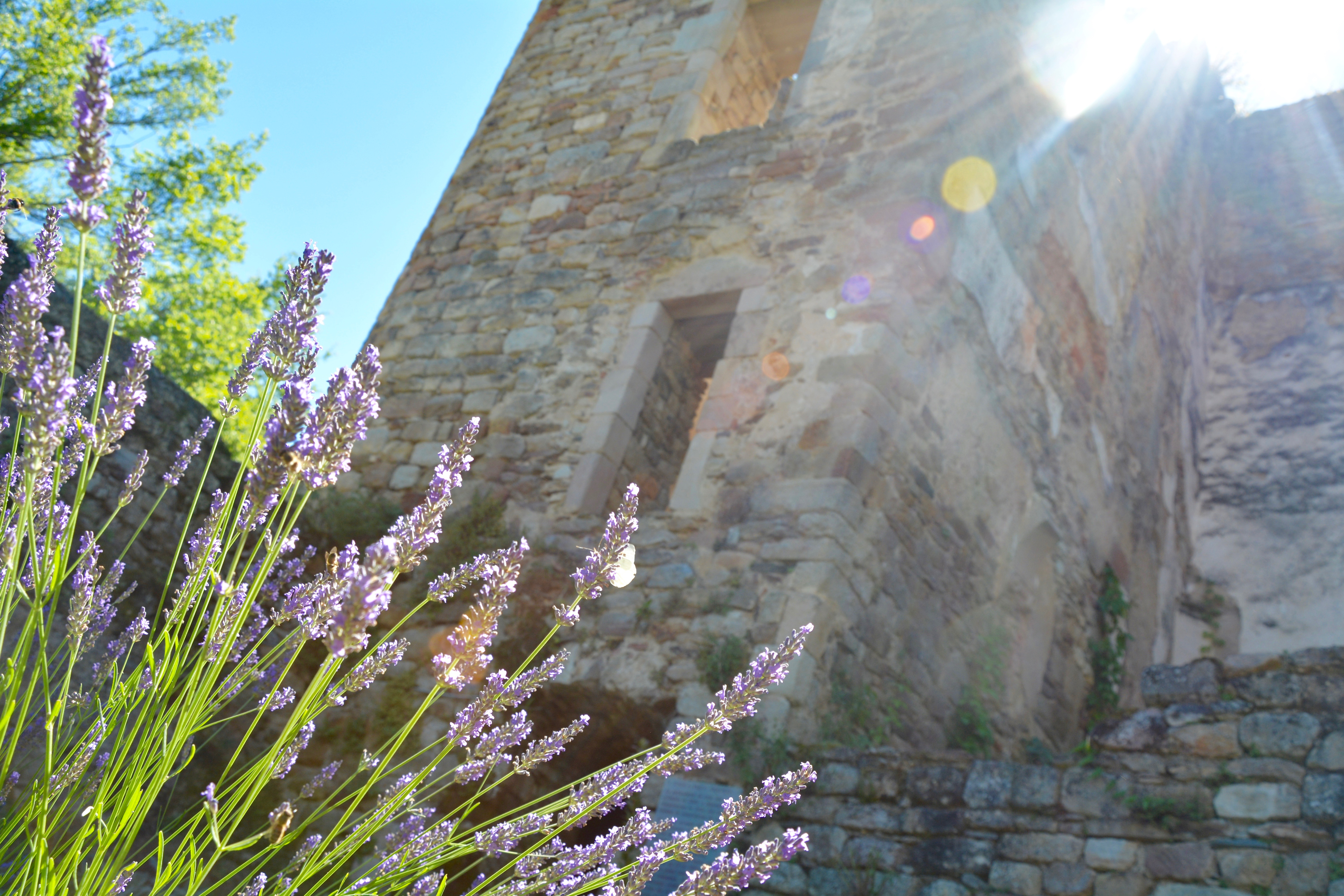
Tour à angles arrondis

Dès 1560, le protestantisme est adopté par Laguépie et Saint-Antonin-Noble-Val tandis que Cordes, Varen et Albi restent catholiques. En 1562 l'armée catholique de Jean de Montluc de Balagny dévaste la contrée et rase le château. Le village et le château sont reconstruits et durant 20 ans les deux religions coexistent.
Le 1er août 1592, la ligue catholique du duc de Joyeuse fait le siège du château, 70 hommes et le baron sont tués lors de cette attaque. Le château est à nouveau rasé ainsi que le village.
En 1598, l’édit de Nantes apporte la paix, et les seigneurs resteront protestants. C’est le frère du baron assassiné qui relève les ruines du château et lui donne son aspect résidentiel à la fin du XVIe siècle.
La Révolution sonne la fin du château, pillé par les habitants de la région.
Le baron de Freissinet réfugié en Suisse décède en 1796. Héritent alors ses deux fils Casimir et Louis. Casimir revient pour la première fois en 1827, il tient à conserver les ruines du berceau de ses aïeux et fait faire quelques travaux. En 1844, son frère Louis vend le château en entier à Raymond Maurel, mais Casimir fait casser la vente et le château est partagé en deux. Casimir conserve les ruines que l’on peut visiter, cette partie représente à peu près un quart de la superficie. L’autre partie est vendue.
 (à droite)

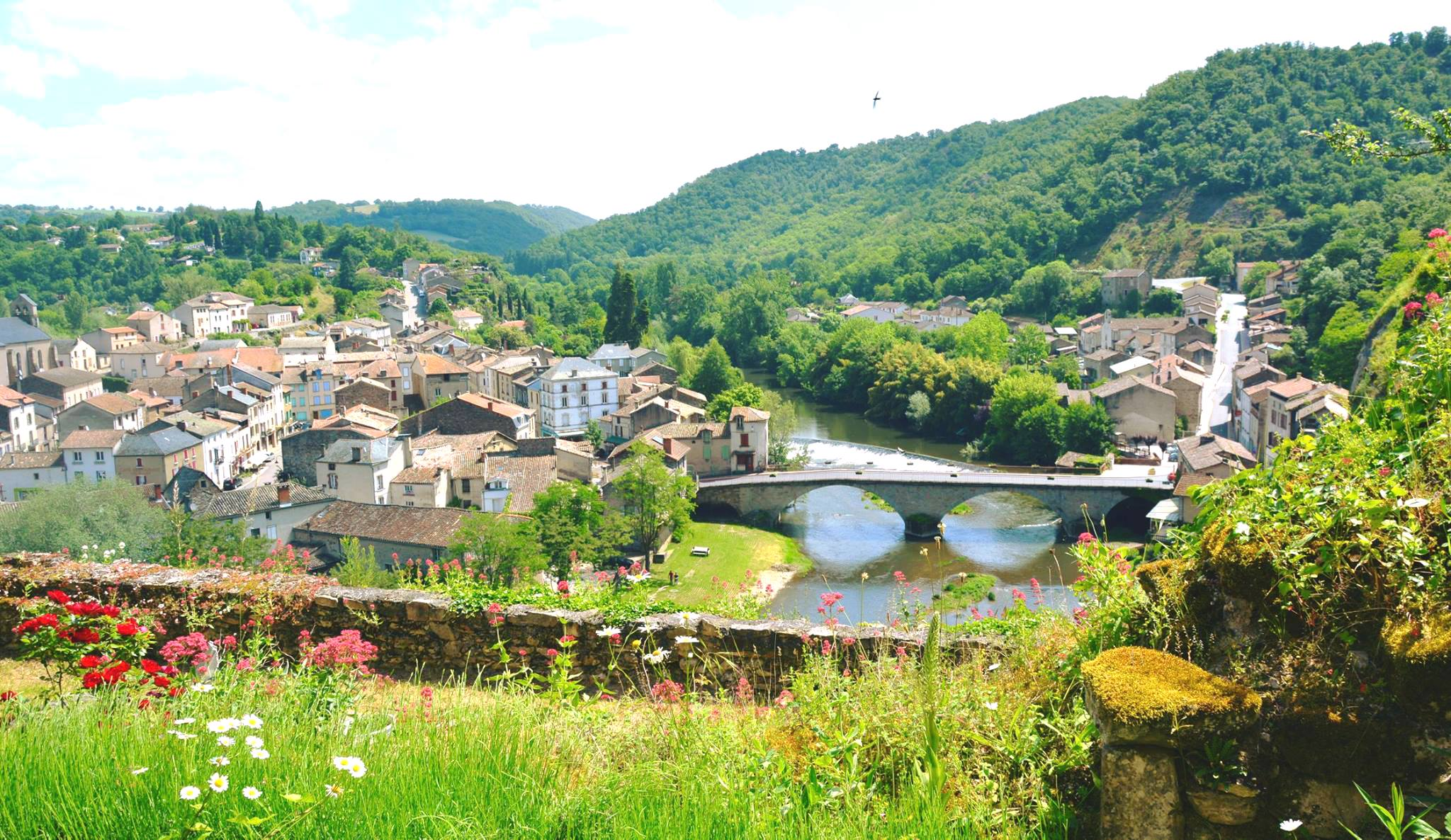
Vue de Laguépie (à gauche) et de Saint-Martin-Laguépie

Dans des années 1970 des pans de murs tombent, le descendant du baron n’étant pas en mesure d'assumer cette charge le donne pour le franc symbolique à la mairie de Saint-Martin-Laguépie, actuellement propriétaire.
C’est en 1998 que se crée l'association, dont l’ambition est de consolider et de préserver les ruines et de donner aux lieux une nouvelle vie. L’édifice est illuminé mais des travaux de consolidation se voient être nécessaires. En 2003, les travaux sont achevés et en 2006 les premiers visiteurs sont accueillis dans le château par les bénévoles de l'association. Aujourd'hui, les bénévoles œuvrent à l’animation et à l'entretien des vestiges, témoins de l'histoire locale

### Personnalités liées à la commune
- Famille de Grenier de Lassagne

### Héraldique
| Saint-Martin-Laguépie | Son blasonnement est : Fascé contre-fascé d'or et de gueules de quatre pièces, aux huit cordelières nouées de l'un en l'autre. |

## Pour approfondir